# Kristin Herrera
Kristin Lisa Herrera, ameriška filmska in televizijska igralka, *21. februar 1989, Los Angeles, Kalifornija, Združene države Amerike.
Njena najbolj znana vloga je vloga Dane Cruz v televizijski seriji Zoey 101 ob Jamie Lynn Spears.

## Zgodnje in zasebno življenje
Kristin Lisa Herrera se je rodila 21. februarja 1989 v Los Angelesu, Kalifornija, Združene države Amerike in ima dva starejša brata, Ryana in Jasona. Njeni predniki prihajajo iz Puerta Rica ter Mehike in sama zna tekoče govoriti španščino. Šolala se je na šoli Hillcrest Christian School v Granda Hillsu, Kalifornija.
Je zelo dobra prijateljica z igralko Brendo Song, v času snemanja serije Zoey 101 pa se je zelo dobro razumela s svojo soigralko Jamie Lynn Spears, od katere se je naučila, kako surfati. Njeni hobiji so surfanje, bordanje in košarka, več let pa je trenirala hip-hop, balet in jazz.

## Kariera
Kristin Herrera je že pri šestih letih začela z igranjem v različnih reklamah, ena izmed prvih je bila reklama za nek telefonski servis.
Njena prva vloga je bila vloga Louders Del Torro v televizijski seriji General Hospital leta 2000, pri kateri je do leta 2008 posnela kar 15 epizod.
Kasneje, leta 2001 se pojavi v televizijski seriji Newyorška policija, leta 2002 v televizijskih serijah Sedma nebesa, The Division in The Bernie Mac Show, leta 2004 pa v televizijski seriji ER.
Leta 2005 začne z igranjem v televizijski seriji Zoey 101, v kateri ostane celo prvo sezono. Začela je kot sostanovalka, sošolka in prijateljica glavne vloge, Zoey (Jamie Lynn Spears), scenaristi pa so ji za konec želeli nameniti vlogo Loganovega (Matthew Underwood) dekleta, vendar je Kristin Herrera serijo opustila in njen lik je nadomestil lik Quinn Pensky (Erin Sanders). Za televizijsko serijo je leta 2006 tudi prejela nagrado Young Artist Award, ki si jo je delila s soigralci Seanom Flynnom, Paulom Butcherjem, Victorio Justice, Christopherjem Masseyjem, Alexo Nikolas, Erin Sanders, Jamie Lynn Spears ter Matthewom Underwoodom. v času snemanja serije je bila tudi najstarejša najstnica v njej.
Leta 2006 igra v televizijski seriji Brez sledu, leta 2007 pa v filmih Besede svobode ob Hilary Swank ter Resurrection Mary.

## Filmografija
| Televizija | Televizija       | Televizija        | Televizija     |
| Leto       | Naslov           | Vloga             | Opombe         |
| ---------- | ---------------- | ----------------- | -------------- |
| 2000–2008  | General Hospital | Lourdes Del Torro | (15 epizod)    |
| 2005       | Zoey 101         | Dana Cruz         | Samo 1. sezona |

| Ostali pojavi | Ostali pojavi       | Ostali pojavi    | Ostali pojavi |
| Leto          | Naslov              | Vloga            | Opombe        |
| ------------- | ------------------- | ---------------- | ------------- |
| 2001          | Newyorški policaji  | Elena Rodriguez  | Serija        |
| 2002          | Sedma nebesa        | Katie            | Serija        |
| 2002          | The Division        | Aimee Vargai     | Serija        |
| 2002          | The Bernie Mac Show | Sophia           | Serija        |
| 2004          | ER                  | Frederika Meehan | Serija        |
| 2006          | Brez sledu          | Rose Martinez    | Serija        |
| 2007          | Besede svobode      | Gloria           | Film          |
| 2007          | Resurrection Mary   | Karen            | Film          |

## Nagrade in nominacije
2006 - Young Artist Award (skupaj z Seanom Flynnom, Paulom Butcherjem, Victorio Justice, Christopherjem Masseyjem, Alexo Nikolas, Erin Sanders, Jamie Lynn Spears ter Matthewom Underwoodom) - Dobila